# Nervo linguale
Il nervo linguale è un nervo che origina dal tronco posteriore del nervo mandibolare, 5-10 mm sotto la base cranica; trasporta inoltre fibre per la sensibilità gustativa che giungono dal nervo faciale tramite la corda tympani. Percorre in avanti descrivendo una concavità aperta superiormente, tra il Muscolo pterigoideo esterno e il muscolo pterigoideo interno. Poi decorre parallelo al nervo alveolare inferiore (prima che arrivi alla spina dello Spix) ma, in una posizione più mediale e anteriore. Successivamente scorre tra il muscolo pterigoideo interno e la faccia mediale del ramo della mandibola. Quindi arriva medialmente al trigono retromolare, scorre nello spessore della gengiva linguale al terzo molare inferiore, dunque, lo si trova lungo la parte superiore della linea miloioidea al di sopra dell'omonimo muscolo. 
Lungo il suo percorso incrocia dal basso il dotto della ghiandola sottomandibolare poi si dirige medialmente, giungendo nella loggia sottolinguale, si dispone tra i muscoli ioglosso e genioglosso, che rimangono situati medialmente, e la ghiandola sotto-linguale, situata lateralmente a questo. Qui si ramifica, in posizione ancora laterale alla lingua, emettendo esili rami collaterali per i gangli sottomandibolare e sottolinguale. Quindi si divide emettendo il nervo sotto-linguale e il ramo linguale terminale. Questo, arrivato all'apice della lingua, si risolve tra il muscolo longitudinale inferiore e il muscolo genioglosso, in piccoli rami che accolgono fibre sensitive somatiche, fibre sensitive specifiche del senso del gusto per i calici gustativi della regione anteriore della lingua, giunte tramite anastomosi con la corda del timpano, collaterale del nervo faciale e fibre parasimpatiche pregangliari per i gangli sottomandibolare e sottolinguale ricevute in seguito ad anastomosi con la corda del timpano. 
Il nervo sotto-linguale emette piccoli rami che si dirigono sulla gengiva linguale omolaterale dei molari inferiori per poi terminare ricoperto solo in superficie dalla mucosa del pavimento della bocca.

## Chirurgia orale
Negli interventi più complessi di estrazione dei terzi molari inferiori, i denti del giudizio, nei quali i denti risultino in inclusione mucosa o ossea, sia parziale che totale, è noto il rischio di lesione del nervo linguale. Tale evento, può determinare la perdita temporanea o permanente della sensibilità gustativa e tattile alla punta e all'emilato corrispondente della lingua, oltre alla gengiva linguale dei denti inferiori. La lesione è generalmente considerata permanente se persiste oltre i 6 mesi dall'intervento. La lesione del nervo è più frequente (1% - 11,5%) quando si adotta la tecnica della lingual split-bone usata in presenza di denti del giudizio inclusi nell'osso e posizionati in modo profondo e linguale. Con la tecnica di estrazione dei denti del giudizio ad approccio vestibolare la percentuale di danno al nervo linguale è drasticamente ridotta. In entrambe le tecniche il nervo può essere danneggiato, in maniera permanente in circa 0,3%-0,8% dei casi. Questo fattore è determinato soprattutto dall'elevata variabilità anatomica presente nel decorso del nervo nella porzione corrispondente al terzo molare inferiore. Il nervo linguale, infatti, può scorrere nello spessore del periostio della gengiva già 2mm sopra il livello della cresta alveolare (10-15% dei casi) e fino a 8mm in senso apicale al di sotto del margine della cresta alveolare, mentre in senso orizzontale la distanza varia da 0 a 3mm dalla cresta ossea.